# Berchemia jainiana
Berchemia jainiana är en brakvedsväxtart som beskrevs av Pusalkar och D.K.Singh. Berchemia jainiana ingår i släktet Berchemia och familjen brakvedsväxter. Inga underarter finns listade i Catalogue of Life.